# Miraglossum anomalum
Miraglossum anomalum är en oleanderväxtart som först beskrevs av Nicholas Edward Brown, och fick sitt nu gällande namn av F.K. Kupicha. Miraglossum anomalum ingår i släktet Miraglossum och familjen oleanderväxter. Inga underarter finns listade i Catalogue of Life.